# Cheyenne Mountain Complex
| Till vänster: Den norra portalen som leder in i berget.Till höger: Cheyenne Mountain.  |  | Till vänster: Den norra portalen som leder in i berget.Till höger: Cheyenne Mountain. |
| Till vänster: Den norra portalen som leder in i berget. Till höger: Cheyenne Mountain. |  |                                                                                       |

Cheyenne Mountain Complex (CMC) är en amerikansk underjordisk militär ledningscentral insprängd i berget Cheyenne Mountain i bergskedjan Klippiga bergen och som är belägen i El Paso County utanför Colorado Springs i delstaten Colorado. 
Anläggningen drivs sedan 2020 av USA:s rymdstyrka genom Peterson-Schriever Garrison (dessförinnan av USA:s flygvapen och dess rymdkommando), men är även värd för enheter och förband från andra delar av USA:s försvarsdepartement.

## Bakgrund

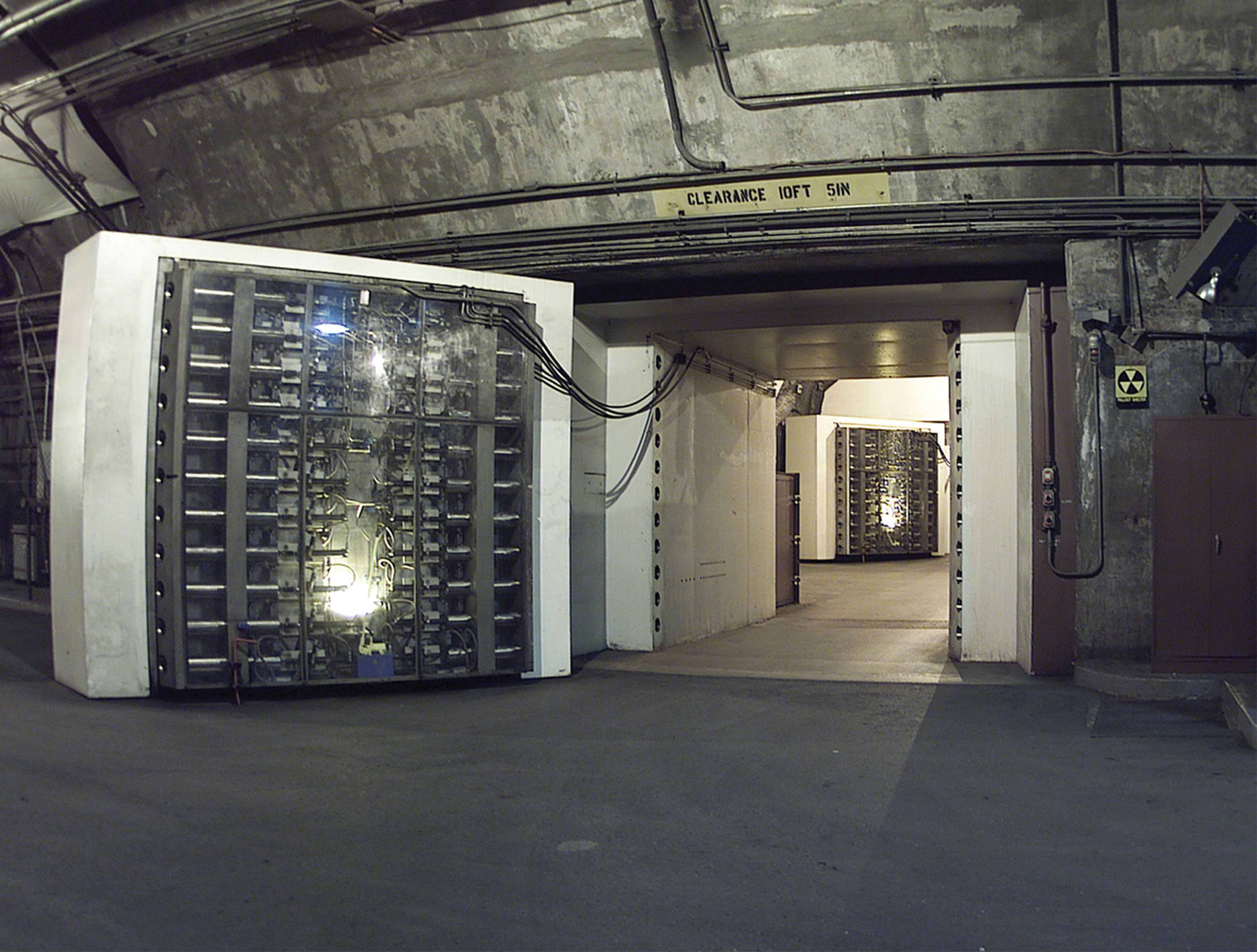
En av skyddsrumsdörrarna, vägandes 25 ton, som kan skärma av den underjordiska ledningscentralen från omvärlden i händelse av krisläge.

Anläggningen uppfördes under det kalla kriget mellan USA och Sovjetunionen för att kunna fungera även i händelse av en överraskningsattack med kärnvapen. Anläggningen byggdes av arméingenjörskåren mellan 1961 och 1965. Anläggningen är byggd under 600 meter av granitberg på en areal av två hektar (exklusive tillfartstunnlar). Femton stycken sammankopplade byggnader med tre våningar finns i grottorna och är byggda för att skyddas från rörelser, exempelvis seismisk aktivitet eller mindre kärnvapendetonation, med hjälp mer än tusen fjädrar som byggnaderna står på samt användandet av böjbara rör för VVS samt el och telekommunikationer. Anläggningen är byggd för att kunna klara sig från en elektromagnetisk puls (EMP).
Från att anläggningen togs i drift har det bilaterala luftförsvarskommandot med Kanada, North American Aerospace Defense Command (NORAD), funnits där, även om högkvarteret flyttat därifrån till Peterson Space Force Base på senare år. Efter 11 september-attackerna 2001 bildades United States Northern Command under 2002, vars befälhavare samtidigt innehar befattningen befälhavare också för NORAD. I närområdet finns armébasen Fort Carson och officershögskolan United States Air Force Academy.

## I populärkultur
Cheyenne Mountain Complex har figurerat i flera fiktiva verk. Bland de mer kända är spelfilmen Wargames från 1983. I tv-serien Stargate SG-1 (1997-2007) är det eponyma föremålet liksom protagonisterna och deras förband Stargate Command baserade i berget.